# La Corbaz
La Corbaz (toponimo francese) è una frazione di 298 abitanti del comune svizzero di La Sonnaz, nel Canton Friburgo (distretto della Sarine).

## Storia

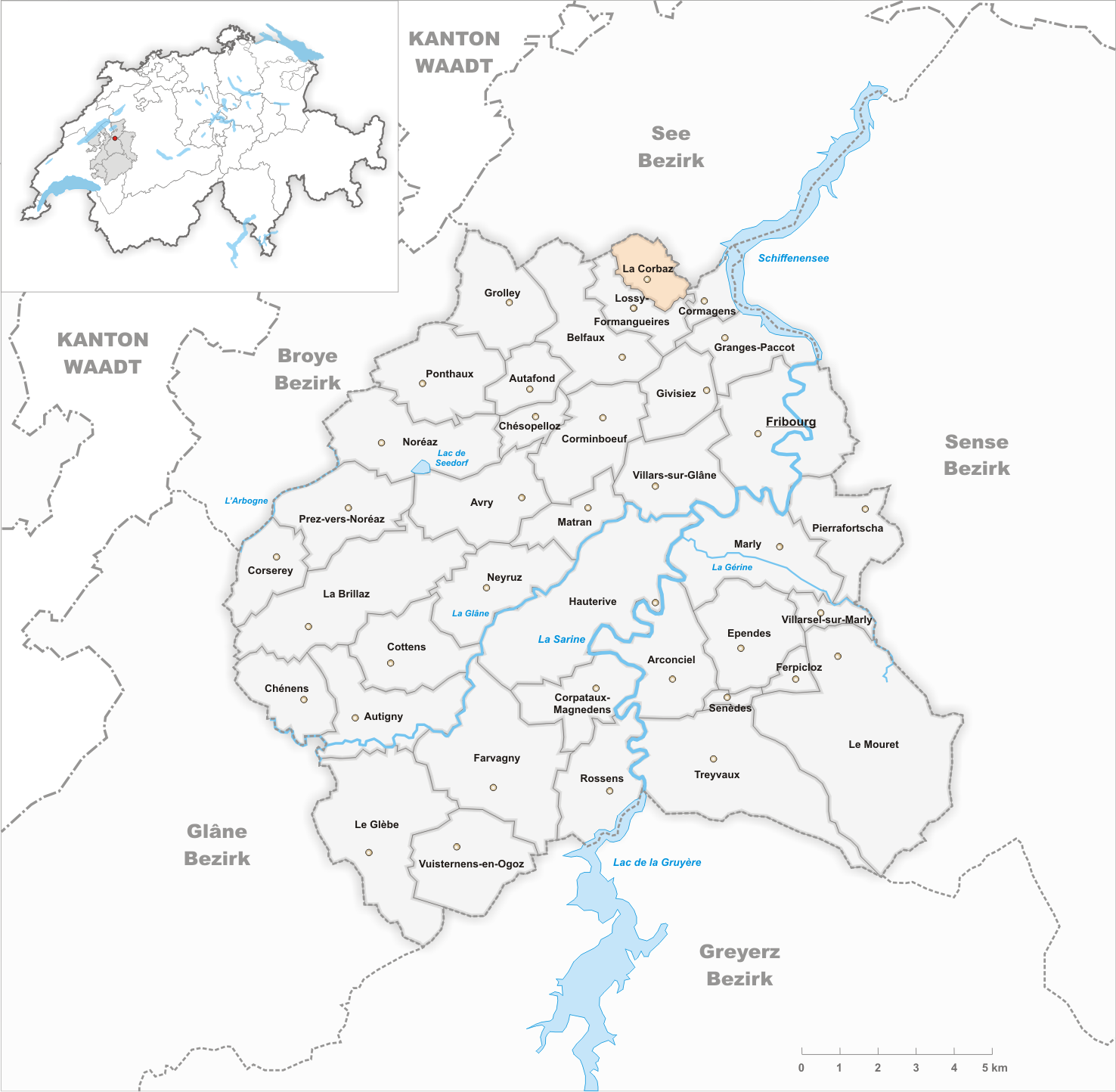
Il territorio del comune di La Corbaz prima degli accorpamenti comunali del 2004

Già comune autonomo, il 1º gennaio 2004 è stato accorpato agli altri comuni soppressi di Cormagens e Lossy-Formangueires per formare il nuovo comune di La Sonnaz.

## Monumenti e luoghi d'interesse

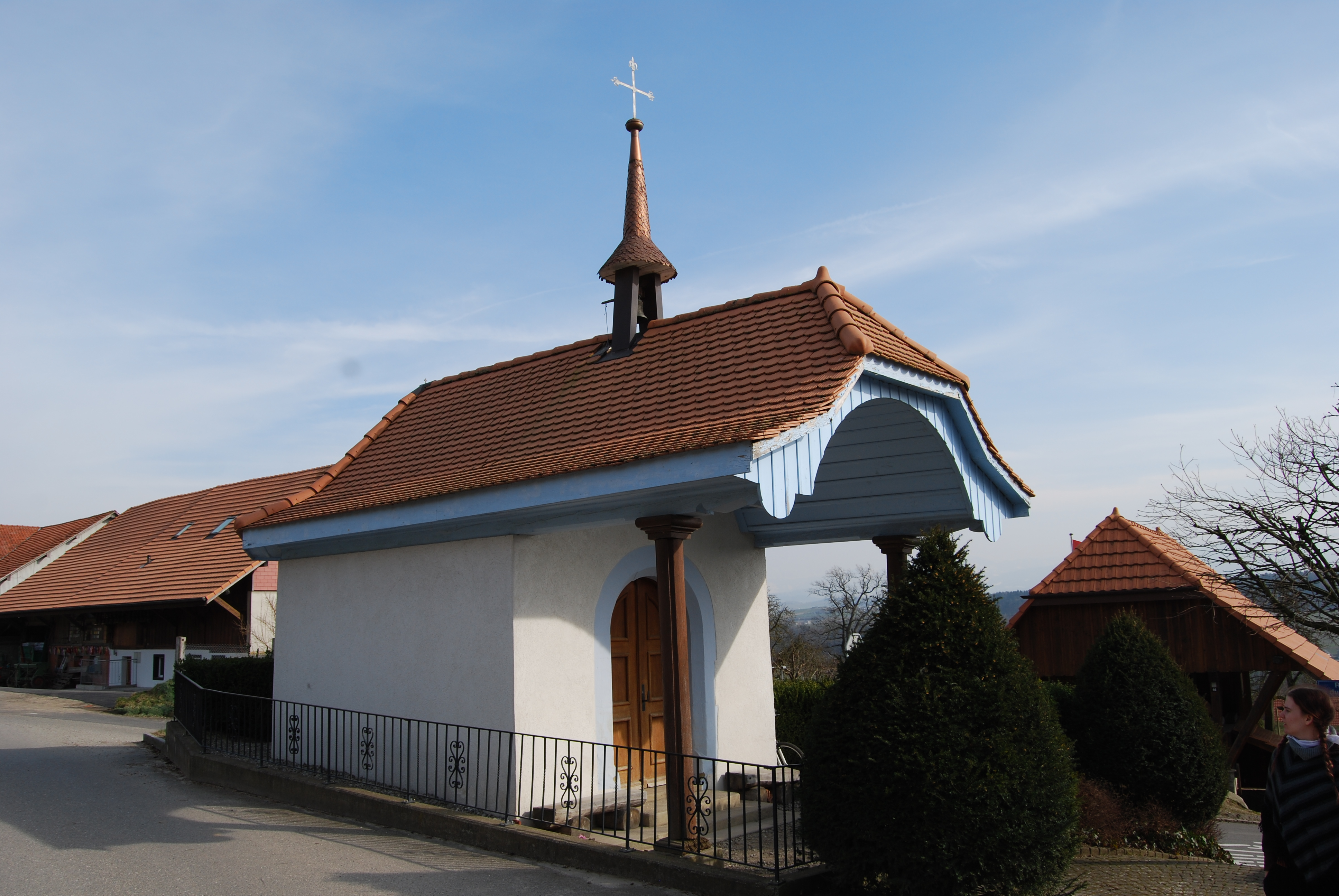
La cappella cattolica della Natività di Maria

- Cappella cattolica della Natività di Maria (già di San Biagio), attestata dal 1294 e ricostruita nel 1663[1].

## Società

### Evoluzione demografica
L'evoluzione demografica è riportata nella seguente tabella:
Abitanti censiti

## Amministrazione
Ogni famiglia originaria del luogo fa parte del comune patriziale che ha la responsabilità della manutenzione di ogni bene comune.